# 三木近綱
三木 近綱（みつき ちかつな、天正2年（1574年） - 寛永6年5月20日（1629年7月10日））は、安土桃山時代から江戸時代初期にかけての武将、江戸幕府旗本。姉小路頼綱の末子。母は斎藤道三の娘、室は石崎左平太の娘。子に森自直（叔父森自綱養子）、三木春綱。「近」の字は、金森長近からの偏諱と思われる。

## 系譜
- 父：姉小路頼綱（1540-1587）
- 母：姉小路頼綱正室 - 斎藤道三の娘
- 妻：石崎左平太の娘
- 生母不明の子女
  - 男子：森自直 - 森自綱の養子
  - 男子：三木春綱